# Friedrich Basil

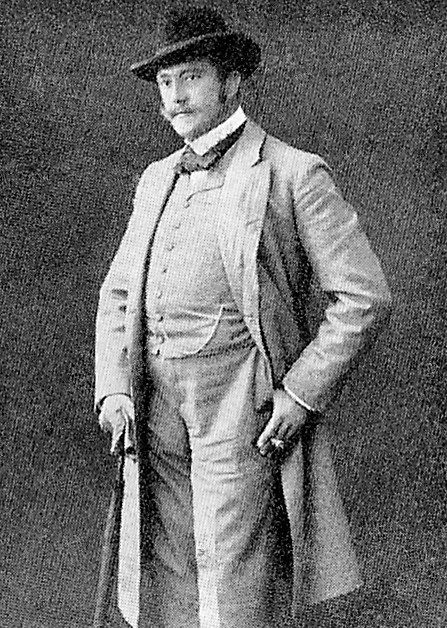
Friedrich Basil

Friedrich Hans Basilius Basil, auch Fritz Basil, eigentlich Friedrich Meyer (* 16. Mai 1862 in Frankfurt (Oder); † 31. März 1938 in München) war ein deutscher Schauspieler, Regisseur und Schauspiellehrer.

## Leben
Der Pfarrerssohn hatte schon als Jugendlicher in Dorfscheunen Theater gespielt – als Laie in zum Teil selbst verfassten Stücken. In Tübingen, München und Berlin studierte er Philosophie, begann sich aber seit seinem siebten Semester mehr und mehr professionell der Schauspielerei zu widmen. Während seines Studiums wurde er 1883 Mitglied der schwarzen Verbindung Derendingia (seit 1897 Tübinger Burschenschaft Derendingia). Seine erste Rolle wurde der Guido in dem Leisewitz-Trauerspiel „Julius von Tarent“ im Theaterverein Heinrich Laube in Berlin.
Während der Semesterferien im Sommer 1886 setzte er seine Laufbahn als Schauspielprofi am Kurtheater von Hitzacker fort, nahm anschließend kurzfristig Schauspielunterricht beim Königl. Hofschauspieler Heinrich Oberländer und trat schließlich am 1. Oktober 1886 am Theater Lübeck sein erstes Festengagement an. Sein Debütpart wurde der Marquis Posa in Schillers Don Carlos.
Nach einem Jahr wechselte Basil ans Hoftheater von Oldenburg, ehe er 1889 in die deutsche Hauptstadt zurückkehrte, um einer Verpflichtung an das Berliner Theater nachzukommen. Seinen vielbeachteten Einstand gab er dort als Recke Siegfried in Die Nibelungen. Der Dichter, (Reise-)Journalist, Buchautor und Kritiker Eugen Zabel bemerkte zu Basils Leistung: „B.ist trotz seiner Jugend ein technisch wohldurchgebildeter Künstler, die Hauptsache bleibt aber, daß er von gewinnender Frische und Natürlichkeit der Empfindung ist, auf die sich noch gar kein Theaterstaub gelegt hat.“ Und: „In jedem Falle ist B., wie die Franzosen zu sagen pflegen: 'Ein trouvaille', auch in der Erscheinung, die sich mit unseren Begriffen jugendlich deutschen Heldentums deckt“.
Neben Heldenrollen deckte Basil überdies das humoristische Fach ab, auch seit seinem Wechsel an das Deutsche Theater Berlin im Jahr 1891, wo er mit dem Bitaud in Die Eine weint, die Andere lacht seinen Einstand gab. Wenig später sah man ihn auch als Der Erbförster im gleichnamigen Stück von Otto Ludwig.
1894 folgte Basil einem Ruf an das Hoftheater nach München, wo er als Klosterbruder in Lessings Nathan der Weise debütierte. München wurde fortan, bis zu seinem Tode 44 Jahre später, seine neue Heimat. An dieser Spielstätte nahm Basils Karriere beträchtlich an Fahrt auf; er verkörperte den Gangl Dötsch in „Der Roßdieb von Fünsing“ und den Winkelmann in „Die Schmetterlingsschlacht“, aber auch den Claudius im Hamlet und den Egmont im gleichnamigen Goethe-Stück. Weitere Hoftheater-Rollen waren u. a. der Kröger in „Jugend von heute“ und der Benedikt in Shakespeares Viel Lärm um nichts. Gelegentlich konnte er auch sein Können als Sänger unter Beweis stellen, vor allem in Faust I wie in Faust II.
Im Mai 1896 wurde er am Hoftheater auch als Regisseur eingesetzt; seitdem war Fritz Basil an dieser Spielstätte – nach dem Ersten Weltkrieg Teil der Bayerischen Staatstheater – in beiden Berufsfeldern gleichermaßen tätig.

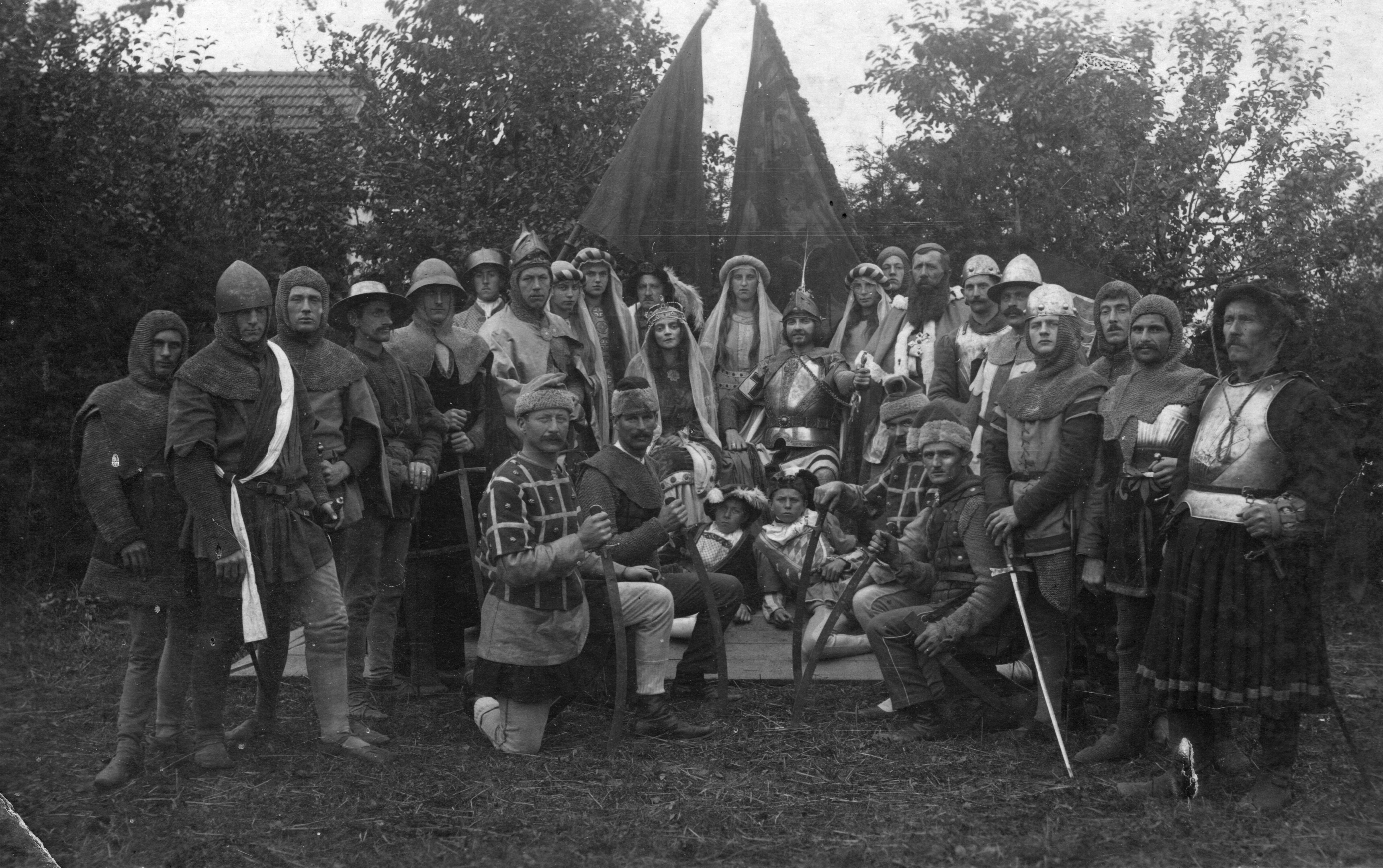
Gruppenfoto des Ensembles 1922. Basil in der Rolle des König Ludwig.

Im Jahr 1922 übernahm er auf Bestreben des Autors Fritz Hacker Regie und Hauptrolle in der Uraufführung des Ampfinger Bühnenfestspiels 1322 – Die Schlacht bei Ampfing.
Basils Ausflüge zum Film waren sehr sporadischer Natur. Man sah ihn vor allem zu Beginn der Weimarer Republik, Anfang der 1920er Jahre, in einigen minder wichtigen Kinoproduktionen Münchner Firmen unter heimischen Regisseuren wie Hans Oberländer und Franz Seitz senior.
Als Basil – inzwischen längst zum Kammerschauspieler ernannt und in der Position eines Oberspielleiters – 70 Jahre alt wurde, wurde ihm zu Ehren eine Festvorstellung von Shakespeares Was ihr wollt aufgeführt, in der Basil den Junker Tobias spielte.
Sein jüngerer Bruder war der Opernsänger und Schauspieler Hans Basil.

## Basil als Schauspiellehrer
Basil hat, vor allem zur Zeit der Weimarer Republik, eine Reihe von Schauspielern ausgebildet, darunter Heinz Klingenberg, Hedda Forsten, Iwa Raffay und, als berühmtesten von allen, Heinz Rühmann. Auch der Schriftsteller Frank Wedekind nahm dort Schauspielunterricht. Wenige Monate nach Rühmann (1919) unterwies Basil auch einen Nachwuchspolitiker in Mimik, Gestik und Rhetorik: Adolf Hitler. Bald darauf angefertigte Fotografien mit dem nachmaligen „Führer“ dienten dem jungen und als politischen Redner noch weitgehend unerfahrenen NS-Agitator zur Einstudierung bestimmter dramatischer, ganz auf äußere Wirkung hin ausgerichteter Posen bei seinen flammenden Reden.

## Filmografie
- 1920: Yama, die Gottheit des Todes
- 1920: Richtet nicht
- 1920: Dämon Weib
- 1921: Der Dolchstoß
- 1924: Der Weg zu Gott

## Nachlass
Der schriftliche Nachlass von Friedrich Basil liegt im Literaturarchiv der Monacensia im Hildebrandhaus.